# L’Isle-sur-la-Sorgue
L’Isle-sur-la-Sorgue [lil syʁ la sɔʁg] (okzitanisch L'Illa de Sòrga) ist eine französische Gemeinde mit 20.315 Einwohnern (Stand 1. Januar 2022)  im Département Vaucluse in der Region Provence-Alpes-Côte d’Azur. Administrativ ist sie Sitz des gleichnamigen Kantons im Arrondissement Avignon.

## Geographie
L’Isle-sur-la-Sorgue befindet sich zwischen Avignon und dem nördlichen Luberon-Tal, nur wenige Kilometer von Fontaine-de-Vaucluse entfernt. Zur Gemeinde gehören die drei Weiler Saint-Antoine, Petit-Palais und Velorgues.

## Geschichte
L’Isle-sur-la-Sorgue, früher L’Isle en Venaissin, war aufgrund der Nähe zur Sorgue ursprünglich eine Fischerstadt. Im Mittelalter „Insula“ genannt, lag der Ort praktisch auf einer Insel in der Mitte eines Sumpfgebiets, das durch die geschaffenen Kanäle nach und nach trockengelegt wurde. Diese zahlreichen Kanäle, die L’Isle umgeben und durchfließen, verschafften ihr den Titel Venedig des Comtat. Das Alter der drei ersten Kanäle ist unbekannt. Während der Religionskriege ermöglichten sie den Bewohnern, die Sumpflandschaft der Umgebung soweit unter Wasser zu setzen, dass sie außerhalb der Reichweite von Kanonen lagen.
Seit frühster Zeit treibt das ergiebige und regulierte Wasser der Sorgue die verschiedenen, für das Handwerk und die Industrie notwendigen Maschinen an. Die Wasserräder erlaubten ab dem 12. Jahrhundert die Installation von Korn-, Öl- und Papiermühlen, später entstanden neben Gerbereien auch Spinnereien für Wolle und Seide. Heute erinnert nur noch wenig an die einst starken handwerklichen Aktivitäten. Im 19. Jahrhundert gab es noch 62 (nach anderen Quellen 70) Wasserräder. L’Isle war das Hauptzentrum der Wollverarbeitung des Départements.

### Bevölkerungsentwicklung
| Jahr                       | 1962 | 1968 | 1975   | 1982   | 1990   | 1999   | 2006   | 2017   |
| Einwohner                  | 8704 | 9740 | 11.508 | 12.728 | 15.564 | 16.971 | 18.015 | 19.421 |
| Quellen: Cassini und INSEE |      |      |        |        |        |        |        |        |

## Sehenswürdigkeiten
Die sechs heute noch existierenden, 200 Jahre alten, hölzernen Schaufelräder, dazu die zahlreichen Brücken über die rauschende Sorgue mit ihren schmiedeeisernen Geländern, die häufig mit blühenden Blumen umgeben sind, prägen das Straßenbild von L’Isle-sur-la-Sorgue.
Die Altstadt, der alle Epochen ihren Stempel aufdrückten, war früher von einer Stadtmauer umgeben. Der Tour d’Argent am Kopfende der Kirche wurde von den Grafen von Toulouse im 13. Jahrhundert errichtet. Nicht weit von dort, in den kleinen Gassen, kann man gotische und Renaissance-Fassaden sehen.
Die Stiftskirche Notre-Dame-des-Anges, Mitte des 17. Jahrhunderts rekonstruiert, stellt wegen ihres Reichtums an Dekorationen im Innern ein außergewöhnliches Monument dar: Sie ist ein Hauptzeugnis des Barock in Südfrankreich und geht auf Künstler der Avignon-Schule zurück. Seit 1911 steht sie als Monument historique unter Denkmalschutz.
Es können einige Bauwerke der Architektenfamilie Brun aus dem 18. Jahrhundert besichtigt werden. Im Kornspeicher (grenier à blé) ist heute das Fremdenverkehrsamt untergebracht. Das Krankenhaus (Hôtel Dieu) wurde zwischen 1749 und 1768 nach den Plänen von Jean-Baptiste Franque erweitert. Sehenswert sind das Vestibül, die Apotheke mit Fayencen aus Moustiers, die Kapelle und im Garten ein monumentaler Brunnen aus dem Jahr 1768.
Unter den Stadthäusern ist zum Beispiel das klassizistische Hôtel Donadeï de Campredon zu nennen, in dem erstklassige wechselnde Kunstausstellungen präsentiert werden.
Die Stadt bewahrt das Andenken an ihr ehemaliges Judenviertel, dessen Anwohner durch die Päpste im Mittelalter vor Verfolgung geschützt waren und die aktiven Anteil am wachsenden Wohlstand der Stadt hatten. Der Jüdische Friedhof der Stadt ist auch als Monument historique geschützt.
Heute besitzt L’Isle-sur-la-Sorgue einen Ruf als Antiquitäten-Handelsplatz, wo sich insbesondere am Bahnhof in alten Lagerhäusern über 200 Händler um den Verkauf von Brocantes und Antiquités bemühen. Zu Ostern und im Juli und August ist L’Isle Schauplatz von Antiquitätenmessen, die Tausende anziehen.

L’Isle-sur-la-Sorgue – Impressionen
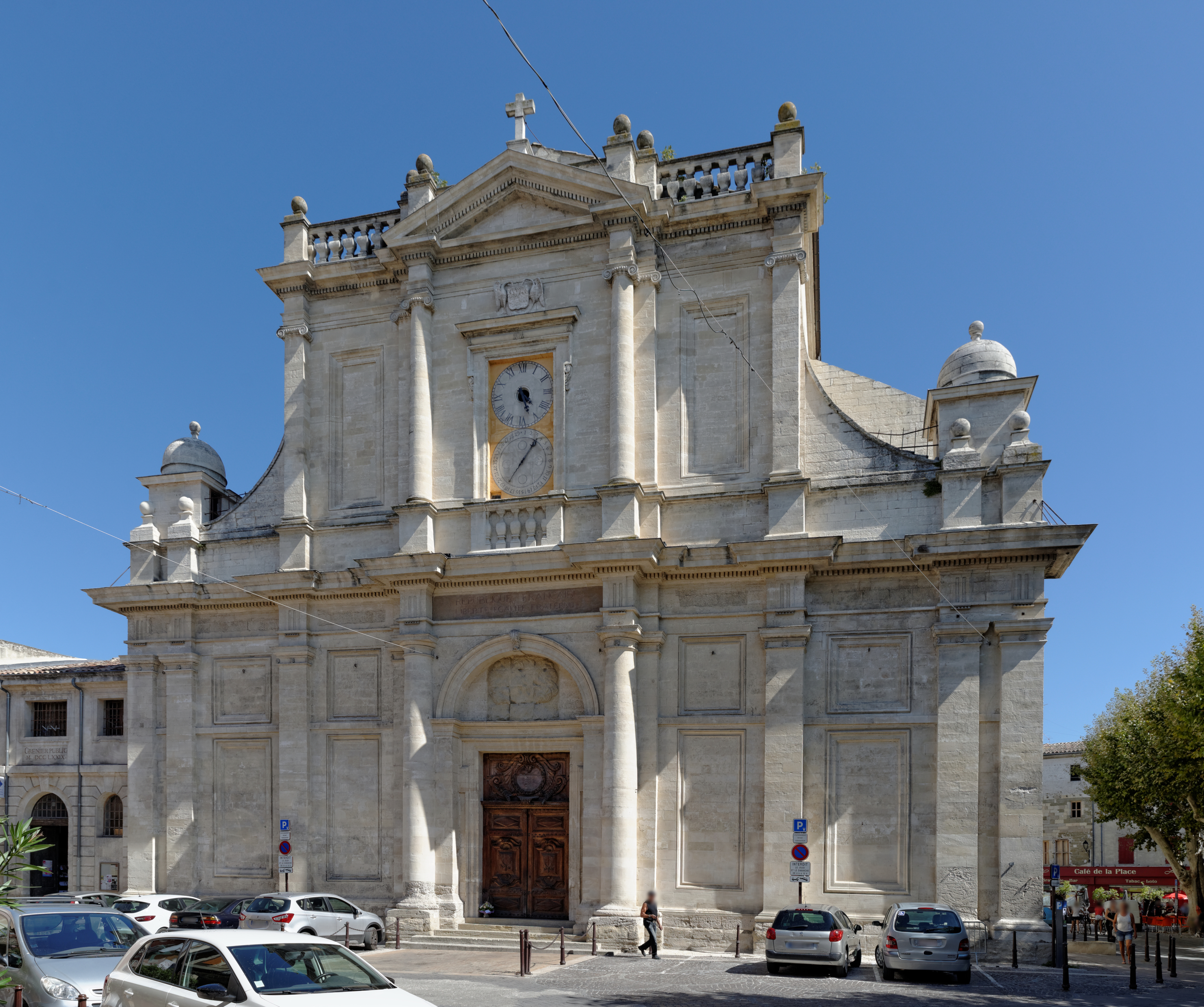
Kirche Notre-Dame-des-Anges
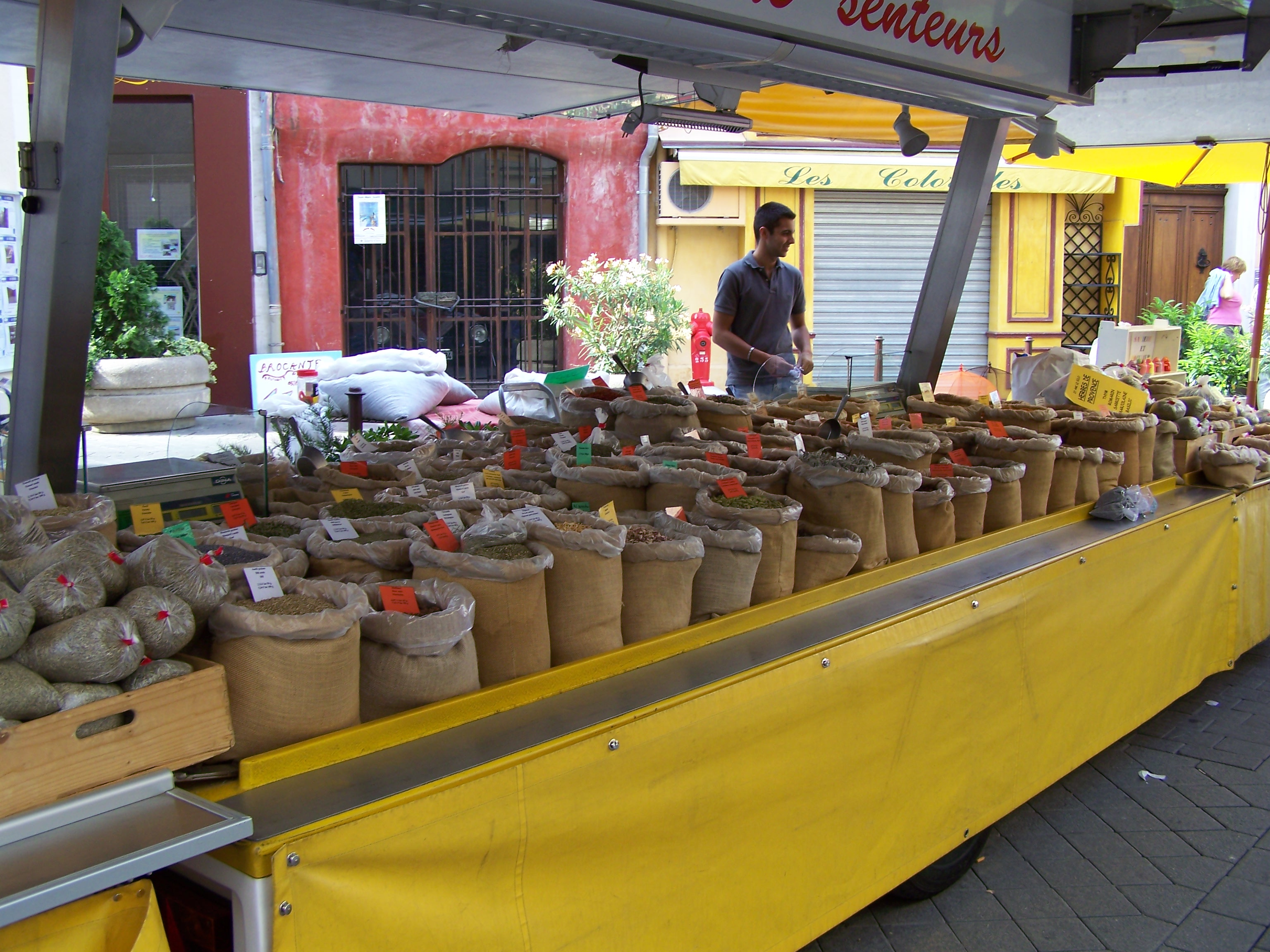
Markt
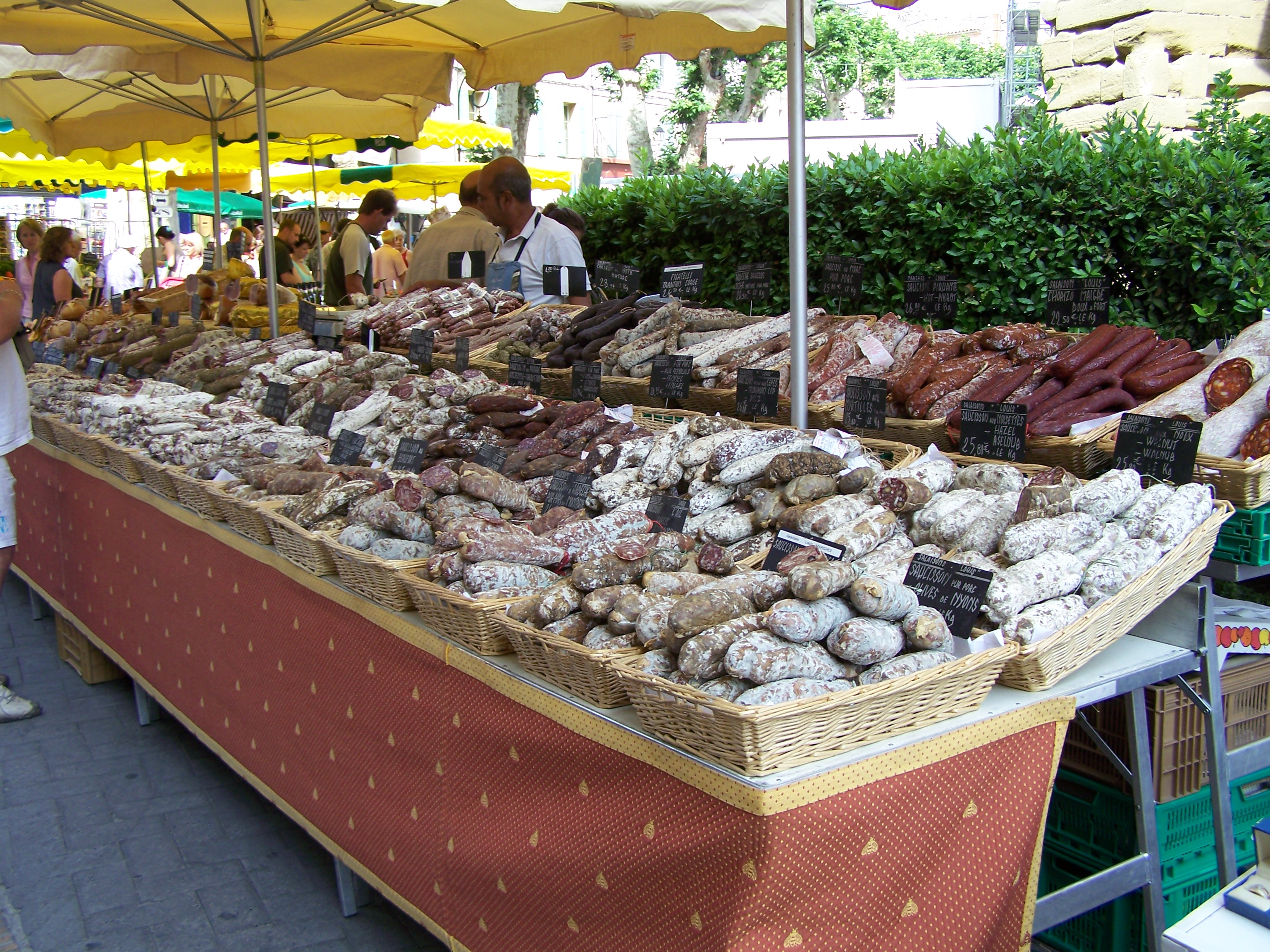
Marktstand
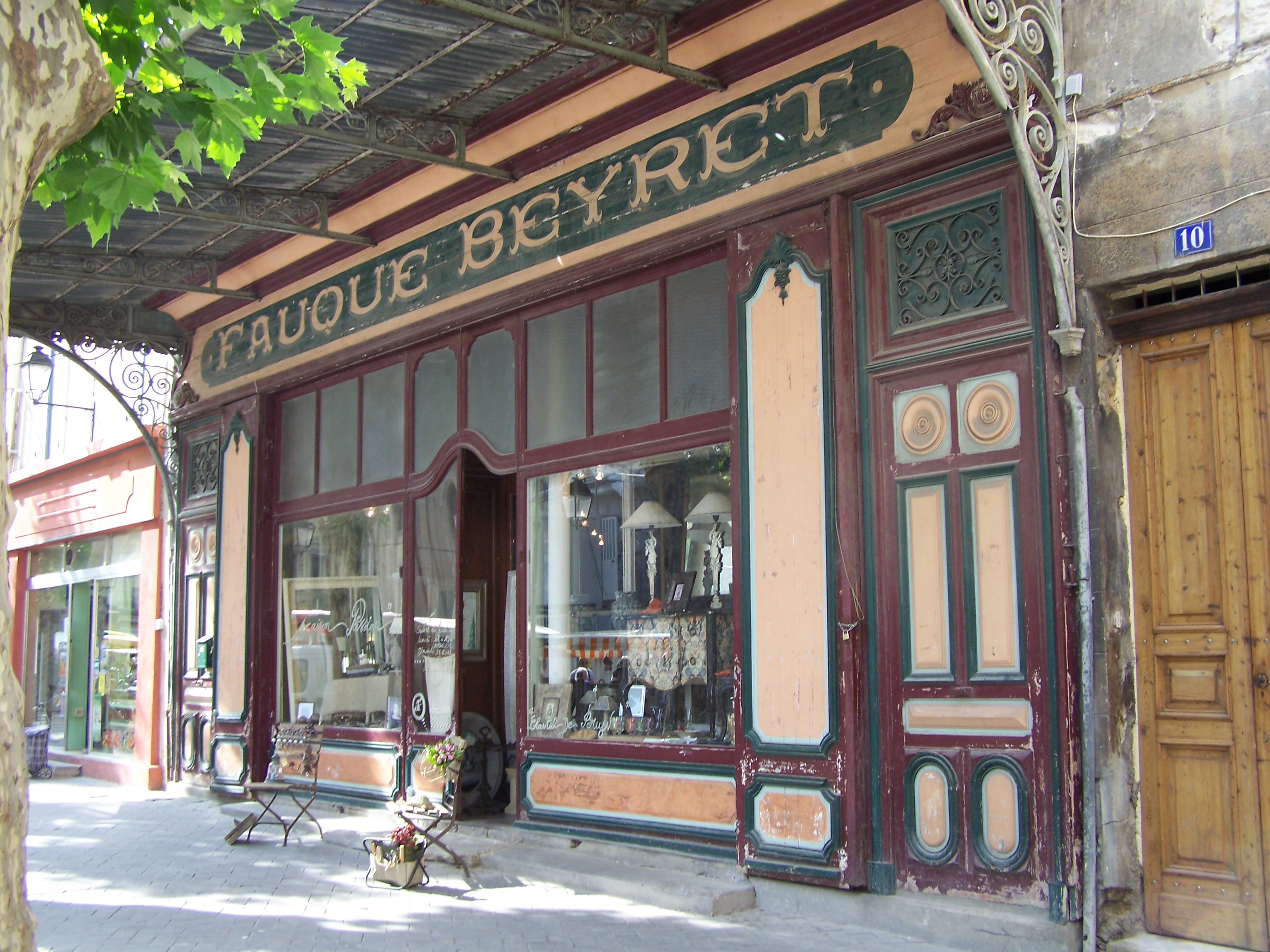
Antiquitätengeschäft
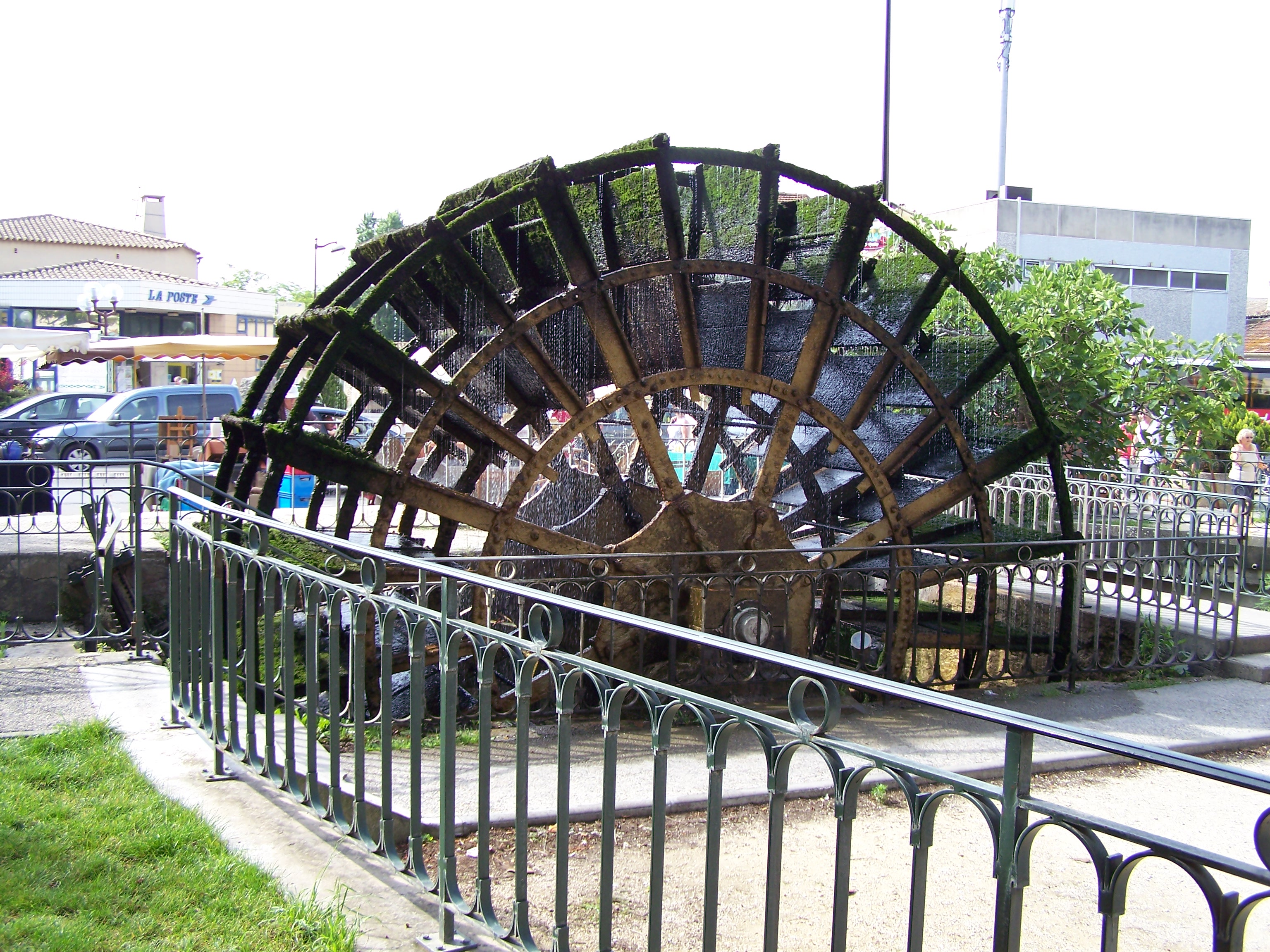
Wasserrad

## Städtepartnerschaften
Partnerstädte von L’Isle-sur-la-Sorgue sind Penicuik in Schottland und Anagni in der italienischen Region Latium.

## Persönlichkeiten
In der Stadt geboren
- Léopold Aimon (1779–1866), französischer Komponist
- Marie-Bernard Barnouin (1815–1888), französischer Zisterzienserabt und Klostergründer
- René Char (1907–1988), französischer Dichter und Lyriker
- Christiane Ziegler (* 1942), Ägyptologin

Lebt in der Stadt
- Patrick Hernandez (* 1949), französischer Sänger
- Marie Bäumer (* 1969), deutsche Schauspielerin, Regisseurin & Unternehmerin